# Ponte delle Guglie

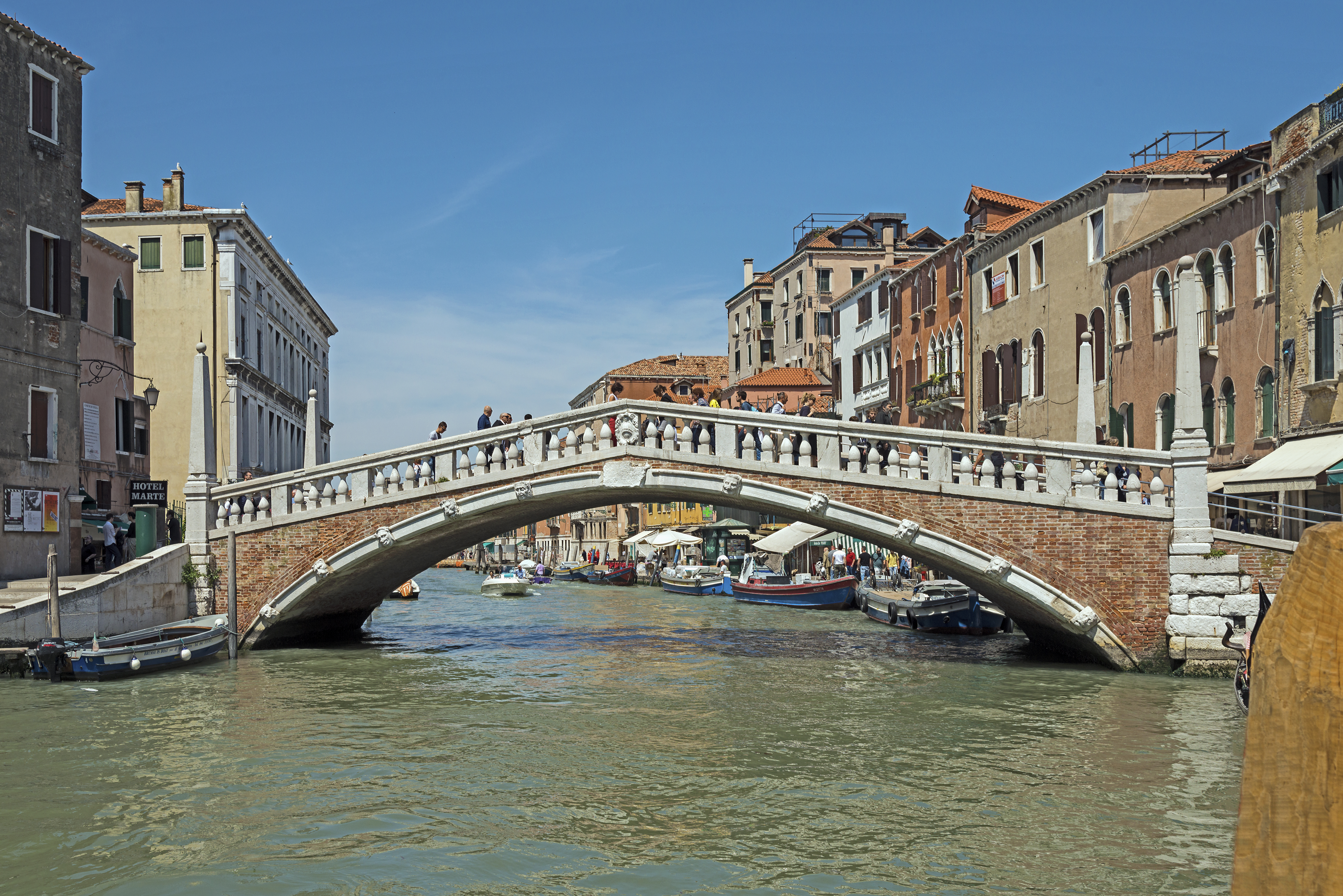
Brücke im Mai 2015

Die Ponte delle Guglie, auch Ponte di Cannaregio, im Sestiere Cannaregio in Venedig ist eine Brücke, die den Canale di Cannaregio überspannt und die Salizzada S. Geremia mit dem Rio terrà S. Leonardo verbindet. Ihren Namen verdankt sie den vier Obelisken, die sich jeweils am Ende der Geländer befinden. Die derzeit bestehende Steinbrücke wurde 1580 durch den Baumeister Marchesin di Marchesini an Stelle der bis dahin bestehenden dreibogigen Holzbrücke, die unter dem Dogen Dandolo gebaut wurde, errichtet.
Die „Guglie“ ist, wie die „Scalzi“ eine der am meisten begangenen Brücken Cannaregios bzw. Venedigs. Der gesamte Fußgängerverkehr von und zum Bahnhof oder zum Piazzale Roma wälzte sich bis zum Bau des Ponte della Costituzione im Jahr 2008 über diese Brücke.
Neben der Brücke liegt die nach ihr benannte Haltestelle „Guglie“, die von Motoscafi bedient wird. An der Haltestelle halten die Linien 4.1, 4.2, 5.1 und 5.2 der ACTV.